# منتخب إستونيا لكرة الطائرة للسيدات
منتخب إستونيا الوطني لكرة الطائرة للسيدات (بالإستونية: Eesti naiste võrkpallikoondis)‏ هو ممثل إستونيا الرسمي في المنافسات الدولية في كرة طائرة للسيدات.

## وصلات خارجية
- الموقع الرسمي